# Villanueva de la Reina
Villanueva de la Reina – gmina w Hiszpanii, w prowincji Jaén, o powierzchni 209,26 km². W 2011 roku gmina liczyła 3358 mieszkańców.